# 豊作

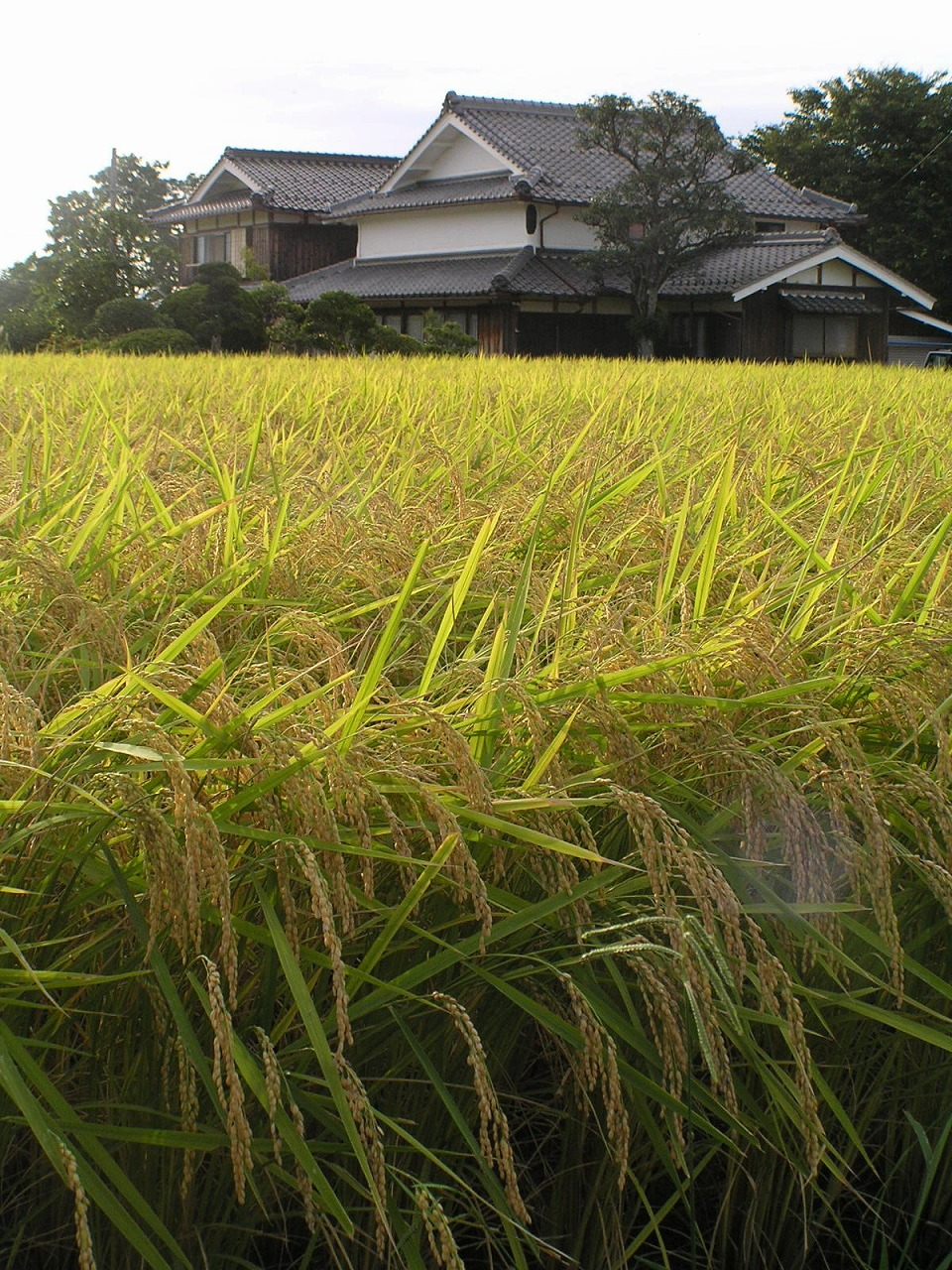
たわわに穂を実らせた稲田

豊作（ほうさく）は、農作物が平年より多く収穫できること。豊作の年を豊年（ほうねん）と言い、主に穀物が豊作の場合は満作（まんさく）と表現する場合がある。反対の状況を不作（ふさく）あるいは凶作（きょうさく）という。
豊作は気候変動や土壌の状態が農作物にとって理想とする状態で収穫期までの間、推移することにより起こるが、ある農産物には気候の推移が理想になっても全ての農産物にとって理想となるわけではないので別の農産物が不作になる場合もあり、その逆も起こりうる。したがって年や地域により豊作となる農産物が異なる。近年ではハウス物など気候要素を管理する物も多くなり、そのような農作物においてはある程度の需給調整が行えるため、一般的には天候に左右される農作物に限定して豊作・不作と言う場合が多い。

## 豊作祈願
近世以前の日本などの社会では農民は収穫した農作物のうち平均的な収量の一定割合を年貢や税として収める必要があったため、豊作は税の比率が下がることと同等で、手取りが増えることであり望ましいことであった。そのため、豊作に御利益のあるとされる神などへの信仰が発生し、日本では五穀豊穣に御利益があるとされる神社が日本各地に多数存在するようになった。童謡の『村祭り』では鎮守神に豊作を感謝する祭りの様子が歌われており、2番の歌詞に豊年満作と続けて用いられている。

## 豊作貧乏
豊作が過ぎた場合は需要に対し供給過多となり、しばしば価格低下を起こす。この現象を豊作貧乏といい、自動車や鉄道での遠隔地への流通が容易になった近年は、豊作は生産者にとって必ずしも喜ばしいことではなくなっている。
価格が下がりすぎると流通コストなどを含めると利益が確保できなくなるため、本来なら質の落ちる農作物を使用する加工用原料にまわしたり、流通させずに廃棄したりすることもある。もったいないという意見があるがこれにはいくつかの理由がある。一つは凶作対策で多めに農作物を生産する背景があり、もう一つは廃棄せずに販売すると農作物の価格が下落を続け結局、農家の首を絞めることにつながるからである。
近年では、2005年にタマネギが豊作となった北海道北見地方において、生産調整のため廃棄を行った例がある。また、2006年は愛知県の渥美半島でキャベツ、大根、白菜が大豊作で出荷価格は半分以下にまで落ち込み、生産調整のため廃棄処分が行われた。また、全体的には2006年はほかにもタマネギやレタスも大豊作で全体での廃棄量は約2万2000トンになった。
これらの廃棄処分は、主に農業協同組合が農林水産省に届出、緊急需給調整として受理されて行う。協力した大規模農家には交付金が支給される。半分は農家の積立金のとりくずし、半分は税金から補填される。